# Tetracera daemeliana
Tetracera daemeliana är en tvåhjärtbladig växtart som beskrevs av F. Müll. Tetracera daemeliana ingår i släktet Tetracera och familjen Dilleniaceae. Inga underarter finns listade i Catalogue of Life.